# Ratomir Dujković
Ratomir Dujković (Servisch: Ратомир Дујковић) (Borovo, 24 februari 1946) is een in Joegoslavië geboren Servische voetbaltrainer, die anno 2006 bondscoach is van het Ghanees voetbalelftal.
Als voetballer fungeerde Dujković als doelman van Rode Ster Belgrado, waar hij halverwege de jaren zestig werd aangetrokken. Daar maakte hij deel uit van het team dat bestond uit een grote groep talentvolle spelers die liefkozend de Miljan's baby's werden genoemd, naar hun trainer  Miljan Miljanić). In zijn periode bij Rode Ster speelde hij de halve finale van de Europacup I en werd hij diverse malen opgeroepen voor het Joegoslavisch voetbalelftal. In 1974 maakte Dujković de overstap naar Real Oviedo waar hij drie seizoenen speelde. Daarna keerde hij terug naar Joegoslavië om te gaan spelen bij FK Zemun, waar hij zijn carrière in 1982 beëindigde.
Zijn trainerscarrière begon toen hij werd opgenomen in de staf van Rode Ster Belgrado. Hij maakte deel uit van diezelfde staf toen de club in 1991 de UEFA Champions League wist te winnen. Daarna werd hij bondscoach van de Verenigde Arabische Emiraten, Venezuela en Myanmar alvorens hij bondscoach werd bij Rwanda. Met dat land werd Dujković internationaal bekend toen hij zich in 2004 met kwalificeerde voor de Afrika Cup. Toentertijd ging de kwalificatie ten koste van Ghana, waar hij enkele maanden later (september 2004) zou gaan werken. Daar volgde Dujković de Portugees Mariano Barreto op.  Onder zijn leiding kwalificeerde Ghana zich voor het WK voetbal 2006, wat de eerste keer in de historie van het land betekende.